# Darevskia parvula
Espèce
Synonymes
- Lacerta saxicola var. parvula Lantz & Cyrén, 1913
- Lacerta parvula Lantz & Cyrén, 1913
- Lacerta parvula adjarica Darevsky & Eiselt, 1980

Statut de conservation UICN

 LC  : Préoccupation mineure
Darevskia parvula est une espèce de sauriens de la famille des Lacertidae.

## Répartition
Cette espèce se rencontre en Géorgie et dans le nord-est de la Turquie.

## Liste des sous-espèces
Selon The Reptile Database (10 décembre 2012) :
- Darevskia parvula adjarica (Darevsky & Eiselt, 1980)
- Darevskia parvula parvula (Lantz & Cyrén, 1913)

## Étymologie
Le nom spécifique de cette espèce, parvula, vient du latin parvulus qui signifie « très petit » et la sous-espèce est nommée en référence au lieu de sa découverte l'Adjarie.

## Publications originales
- Lantz & Cyrén, 1913 : Eine neue Varietät der Felseneidechse Lacerta saxicola Eversmann parvula nov. var. Mitteilungen des Kaukasischen Museums Tiflis, vol. 7, p. 163-168.
- Darevsky & Eiselt, 1980 : Neue Felseneidechsen (Reptilia: Lacertidae) aus dem Kaukasus und aus der Turkei. Amphibia-Reptilia, vol. 1, p. 29-40.